# Mulata (película)
Mulata es una película musical mexicana de 1945 escrita y dirigida por Gilberto Martínez Solares y protagonizada por Ninón Sevilla y Pedro Armendáriz. 

## Argumento
En un puerto de La Habana, crecen juntos dos niños mulatos, Mateo (Ricardo Román) y Caridad (Ninón Sevilla). Ella es hija de un hombre blanco que murió en un naufragio, y de una lavandera de raza negra. Al paso de los años, Mateo se enamora de Caridad, pero ella no le corresponde porque se ha enamorado de un capitán mexicano, Martín (Pedro Armendáriz), a quien conoció accidentalmente en el puerto. El capitán también se ha enamorado de Caridad y le propone que vivan juntos, lo cual ella acepta. Caridad trabaja en un cabaret en el puerto y el dueño, Guevara (René Cardona), se siente atraído por la muchacha, y en un momento de celos trata de matar a Martín. Martín cae en problemas financieros y tiene que hipotecar su barco a Guevara. Cuando Martín regresa a Veracruz, México, Guevara se siente el nuevo dueño de Caridad.

## Reparto
- Ninón Sevilla ... Caridad
- Pedro Armendáriz ... Capitán Martín
- René Cardona ... Guevara
- Ricardo Román ... Mateo
- Fanny Schiller ... Doña Rosario
- Ramón Valdés ... Marinero (no acreditado)

## Comentarios
Mulata no es uno de los melodramas clásicos de Ninón Sevilla. No contiene los elementos extravagantes que hacen de Víctimas del pecado, Aventurera y Sensualidad clásicos indiscutibles; no tiene los espectaculares números musicales en grandes series y coreografías complejas, que se encuentran en casi todas sus películas; y  no contiene humor, como en Club de Señoritas. Pero de alguna manera Mulata es probablemente la película que está más cerca de las raíces culturales de Sevilla, preocupaciones étnicas y sociales y las variadas y diferentes formas de amor que hicieron su vida tan rica. Adaptado de Mulatilla: Estampa negra, una novela del escritor uruguayo Roberto Olivencia Márquez, la acción tiene lugar ahora en Cuba y cuenta la historia de Caridad (un nombre en el que resuena el nombre de la Virgen patrona de la isla), la hermosa hija de un esclavo negro, que tiene que luchar contra aquellos de altas posiciones que la explotan, y los hombres que sólo la desean  como un objeto sexual. Su vida está marcada por la tragedia y ella va a ser objeto de abuso físico, traicionada y obligado a ejercer la prostitución. La historia es contada en retrospectiva, a partir de los recuerdos del marinero mexicano. El personaje lo interpreta de manera brutal habitual el actor Pedro Armendáriz.
Hay una larga secuencia en la playa que cubre curiosamente una celebración de un baile ritual de santería, la religión Yoruba mostrada por Ninón como un elemento importante en sus películas como Víctimas del pecado y Yambaó. Para 1954, la secuencia es una mezcla extraña y audaz de la etnografía y el sensacionalismo.
En la película hay una secuencia donde varias bailarinas semejan estar desnudas durante un ritual. Respecto a esto, Ninón Sevilla reveló: Pedro Armendáriz acababa de regresar de Francia, donde el filmó "Lucrecia Borgia", y contaba que en una escena frotaba un racimo de uvas en los senos a una actriz que estaba acostada en una mesa y que abajo había un actor que bebía el jugo de las uvas. Y que eso solo les podía ocurrir a los franceses. Mmmm dije yo, en esta película les vamos a mostrar a los franceses que aquí  también hay imaginación. Mandé  a comprar una docena de pantaletas negras de nylon en todas las tallas. En la escena de la playa hice que se las pusieran todas las bailarinas, así que cuando alzaban las piernas, aquello parecía que no traían nada. Esto va para los franceses.